# Падияра, Антоний
Мар Антоний Падияра (англ. Antony Padiyara, малаял. ആന്റണി പടിയറ; (11 февраля 1921, Менимела — 1 апреля 2000, Кочин) — индийский кардинал, глава Сиро-малабарской католической церкви. Епископ Утакамунда с 3 июля 1955 по 14 июня 1970. Архиепископ Чанганачерри Сиро-малабарской Церкви с 14 июня 1970 по 23 апреля 1985. Архиепископ Эрнакулама Сиро-малабарской Церкви с 23 апреля 1985 по 16 декабря 1992. Верховный архиепископ Эрнакулам-Ангамали Сиро-малабарской Церкви с 16 декабря 1992 по 11 ноября 1996. Кардинал-священник с титулом церкви Санта-Мария-Реджина-Пачис-а-Монте-Верде с 28 июня 1988.